# Anne-Marie Cazalis
Anne-Marie Cazalis (Boufarik, Argelia, 1920 - París, Francia, 30 de julio de 1988) fue una escritora, actriz y periodista francesa.

## Biografía
Gana en 1943 el premio de poesía Paul-Valéry. Amiga de Juliette Gréco, se convertiría en una figura emblemárica de las noches parisinas de Saint-Germain-des-Prés, donde frecuenta a otros escritores como Boris Vian y Jean-Paul Sartre. 
En 1948 participa, junto con Jean Cau, en el escenario de Ulysse ou les Mauvaises Rencontres, filmado por Alexandre Astruc.
Posteriormente se dedicaría al periodismo. Trabajando para la revista Elle viaja por todo el mundo. Publicó también diversos ensayos y novelas.

## Obras

### Cine
- 1949 : Désordre de Jacques Baratier (cortometraje)
- 1950 : Le Château de verre de René Clément : la standardiste
- 1950 : Le Quadrille de Jacques Rivette, con Jean-Luc Godard (cortometraje)
- 1966 : Le Désordre à vingt ans de Jacques Baratier (documental)

### Teatro
- 1951 : Le Diable et le Bon Dieu de Jean-Paul Sartre, dirigido por Louis Jouvet, Théâtre Antoine

### Libros
- Planh, 10 poèmes de Anne-Marie Cazalis, avec un portrait de l'auteur par Valentine Hugo, París, Odette Lieutier, febrero 1944
- La Décennie, Fayard, 1972 (novela)
- La Tunisie par-ci par-là, Promotion africaine, Tunicia, 1972
- Kadhafi, le Templier d'Allah, Gallimard, 1974
- Le Cœur au poing, La Table ronde, 1976 (novela)
- Mémoires d'une Anne, Stock, 1976
- 1358, La Jacquerie de Paris, le destin tragique du maire Étienne Marcel, Société de production littéraire, 1977
- Les Belles Années, co-écrit avec Anne-Marie Deschodt, Mercure de France, 1978 (novela)

### Planh
Planh. 10 poèmes de Anne-Marie Cazalis, avec un portrait de l'auteur par Valentine Hugo es el título de una obra poética en francés de la autoría de Anne-Marie Cazalis.
La obra fue publicada en Paris en febrero de 1944 por Odette Lieutier. La editora imprimió sólo 250 ejemplares em edición artesanal hecha a mano. Una reedición cuadrilingüe (francés, gallego-portugués, español e inglés) del poemario vio la luz en 2012.